# Lékařství ve starověkém Egyptě

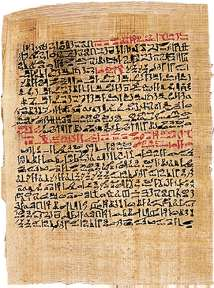
Část Ebersova papyru

Lékařství ve starověkém Egyptě bylo na svou dobu velmi pokročilé, nejdůležitější informace o něm čerpáme ze 13 lékařských papyrů. Tehdejší egyptští rolníci trpěli podobnými nemocemi jako ti dnešní, při jejich léčbě se využívalo velké množství rozmanitých farmak. Egyptští chirurgové používali kauterizaci, kvalitní dlahy, lněná obinadla a tampóny. Staří Egypťané sice věřili v nadpřirozené síly a při léčbě někdy používali magii, ale jejich lékařství bylo zároveň racionální. I když měli dost zjednodušenou představu o lidské anatomii – např. za centrum myšlení považovali srdce, podařilo se jim vytvořit první ucelený medicínský systém v historii lidstva.

## Zdroje informací
O kvalitách egyptského lékařství se s uznáním zmiňuje již v Odysseji Homér, dále řecký historik Hérodotos a jiní antičtí vzdělanci. Informace o egyptské medicíně se získávaly také z archeologických nálezů. Nejdůležitějším zdrojem o lékařství ve starém Egyptě je ale 13 papyrů – svitků vyrobených ze šáchoru papírodárného. Zejména se jedná o papyrus Edwina Smithe a Ebersův papyrus. Ebersův papyrus, opis z počátku Nové říše (podle jiného zdroje až ze Staré říše), je asi 20 metrů dlouhý a jedná se o jakousi příručku praktického lékaře. Nemoci zde ještě nebyly přesně klasifikovány, svitek obsahuje pouze jejich symptomy a v některých případech syndromy. Smithův papyrus, necelých 5 metrů dlouhý, se věnuje chirurgii a je opět považován za kopii textu z Nové říše. Přístup jeho autora vykazuje některé rysy vědeckého uvažování, pouze v jediném případě je doporučeno použití magie. Mezi další lékařské papyry patří Kahunský, Hearstův, Berlínský 3038, papyrus Carlsberg VIII, papyrus Chestera Beattyho IV a papyry z Ramessea.

## Představa o lidském těle

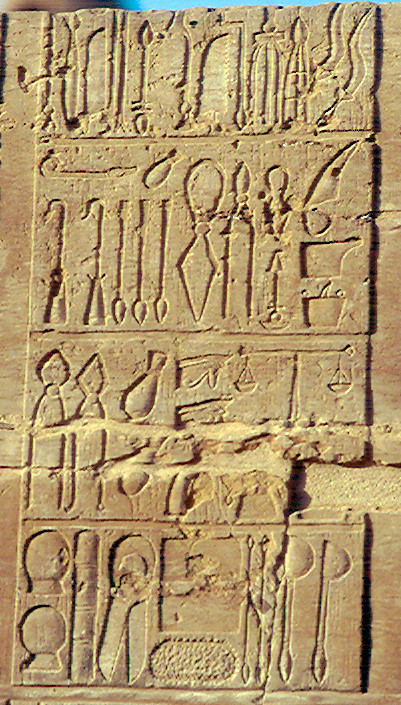
Nástroje staroegyptského lékaře vyryté v chrámu Kom Ombo

Starověcí Egypťané se domnívali, že nejdůležitějším tělesným orgánem je srdce, které mělo řídit lidské myšlení, pocity i charakter. Mozek považovali pouze za zdroj určitých tekutin – slz, nosního sekretu, slin atd. Člověk měl být podle tehdejších představ protkán sítí trubic – tzv. metu, stejně tak jako Egyptem křižoval systém kanálů. Přitom staří Egypťané nedělali rozdíly mezi cévami, nervy, svaly a jinými částmi lidského těla. Neznali krevní oběh a vlastně ani důležitost krve samotné. Domnívali se, že jde o jakousi nečistotu, která způsobuje nemoc. Aby člověk mohl být podle egyptských lékařů zdravý, musel mít průchodný systém trubic metu. To se v případě potřeby řešilo např. podáváním projímadel či vypouštěním hnisu z ran.

## Poskytovatelé léčby
Ve starém Egyptě byli tři kategorie léčících odborníků: klasičtí lékaři neboli sevenu (případně sunu), kněží bohyně Sachmet – uab a kouzelníci. Názory na rozdíly mezi sevenu a kněze Sachmet se různí. Podle některých pracovali kněží jako chirurgové, podle lékaře Bruna Haliouy je často „charakterizoval jejich kněžský stav“ a cituje také egyptologa Gastona Masperu podle něhož: „uab Sachmet je kterýkoli kněz, alchymista, jenž při přípravě nadpřirozených receptů nechává pracovat svou inspiraci, kterou získal od božské paní“. Někteří lékaři používali jak titul lékaře, tak kněze.
Podle Hérodota vykonávali ve starověkém Egyptě praxi specialisté v jednotlivých odbornostech, ovšem zda to tak jednoznačně bylo, na tom se badatelé neshodnou. Je ovšem dokázána existence např. některých zubních a očních lékařů.
Medicína ve starém Egyptě byla hierarchicky organizována. Nejníže stáli praktičtí lékaři, nad nimi byli vrchní lékaři a nejvýše postavený byl hlavní lékař nebo také „hlava lékařů“, který byl většinou osobním lékařem faraona. Mezi povinnosti lékařů patřil dohled nad dodržováním hygieny u veřejných prací a vojska, kontrolovali také pohřby.
Studenti medicíny se vzdělávali v tzv. domech života, které byly jakýmisi knihovnami a písárnami při nejvýznamnějších chrámech. Dá se říci, že tyto domy fungovaly zhruba jako tehdejší „kulturní centra“. Adepti medicíny zde studovali lékařské texty, pravděpodobně se je učili i znát zpaměti. Podle některých badatelů se medicínské vědomosti předávaly i v rámci rodiny z generace na generaci.

## Nemoci
Staří Egypťané věřili, že nemoci mohou být způsobeny nadpřirozenými silami. Snažili se proto žít podle pokynů bohů – např. Sachmet a Selket, různých duchů a také mrtvých předků. Součástí léčby byly modlitby, zaříkávání i jiné rituály. Tehdejší seznam nemocí víceméně odpovídal zdravotním problémům dnešního egyptského zemědělce. Výjimkou jsou nemoci, které se v důsledku klimatických změn dnes vyskytují více na jihu, např. spavá nemoc, tropická malárie nebo filarióza. Egyptskou populaci ničila často se vyskytující tuberkulóza, naopak se vůbec nevyskytovala syfilis a mnoho dnešních virových nákaz. Lepra se do Egypta dostala až za vlády Ptolemaiovců. U mumií byla také zjištěna arterioskleróza a 70 zhoubných nádorů, spolu s nimi i nádory nezhoubné.

## Léčba

### Léky

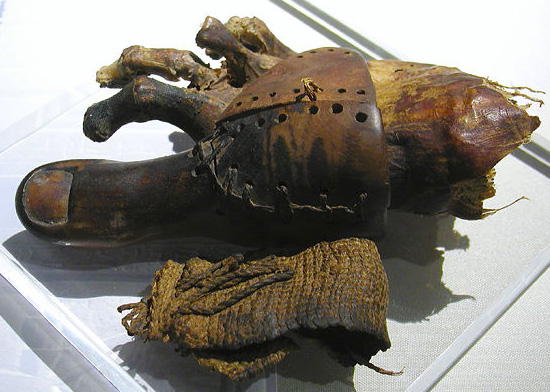
Náhrada prstu u nohy pro snazší chůzi vyrobená ze dřeva a kůže

Jenom v Ebersově papyru je podle Roye Portera uvedeno 700 léků a 800 předpisů na jejich přípravu. Podle knihy Milady Říhové a kolektivu autorů z dochovaných receptů známe 200 léků pouze rostlinného původu. Kromě rostlin užívali Egypťané i léky z nerostů a živočichů. Velmi široké využití měly v egyptském lékařství např. máta, anýz, pistácie, šafrán, sezam, tamaryšek, terpentýnová silice a protizánětlivě působící cibule. Extrakt z Pelyňku pravého se aplikoval při trávicích problémech, listy senny jako projímadlo. Poranění a záněty léčili tehdejší lékaři např. listy a klovatinou akácie, odvarem z vrby či myrhou. Jako tišící prostředky využívali Egypťané mák, pivo a víno, své hostiny si zpestřovali i květy lotosu (Nymphea caerulea), který obsahuje narkotika. Léky ze zvířecí říše obsahovaly nejenom maso, tuk, krev, mléko, ale také žluč, moč a stolici. Např. růst vlasů měl zlepšovat prášek z rozdrcené ještěrky nebo mast z hrošího, lvího, krokodýlího, husího, hadího a kozorožího sádla. Léky z minerálů se připravovaly z kuchyňské soli, natronu, sirníku olovnatého, okru, uhličitanu mědnatého (na nemoci oka) nebo amoniak (na záněty).

### Chirurgie
Vzhledem k nízké úrovni znalostí neprováděli Egypťané s velkou pravděpodobností rozsáhlé chirurgické zákroky uvnitř těla. Léčili ale povrchová zranění, vymknutí, zlomeniny, prováděli také trepanace či otevírali místa, kde se objevil hnis. U jedné mumie starší ženy byla nalezena používaná náhrada amputovaného palce u nohy. Krvácení se zastavovalo kauterizací – přiložením rozžhaveného kovu či dřeva. V mnoha případech byly před operací rozžhaveny i chirurgické nástroje, tímto postupem egyptští lékaři nevědomky ničili choroboplodné látky. Obinadla a tampóny (k zastavení krvácení z nosu, nebo ucha) se vyráběly z lnu. U zlomenin je dokázáno používání dlah, a to buď ze dřeva či z vrstev plátna chráněného sádrou nebo lepidlem. Na rány nejdříve staří Egypťané přikládali maso z čerstvě zabitého zvířete, po uplynutí jednoho dne je odstranili a začali ránu čistit směsí oleje a medu. Trepanací většinou lékaři chirurgicky řešili zlomeninu lební klenby.

## Zhodnocení
Kvality staroegyptského lékařství byly ve své době srovnatelné pouze s lékařstvím v Mezopotámii. Egyptským lékařům se povedlo vytvořit první ucelený medicínský systém v historii lidstva, který ovlivnil medicínu řeckou a později i římskou. Zřejmé je to v Hippokratových knihách, kde jsou pasáže podobné textům z egyptských lékařských papyrů. Někteří antičtí lékaři také odjížděli do Egypta studovat. I přesto, že tamější lékaři používali při léčení magii, tak dnešní odborníci na starověký Egypt hodnotí velice pozitivně jejich racionální uvažování, získané systematickým sbíráním zkušeností.